# عينة من العملة الورقية
عينة من الأوراق النقدية أو نموذج من العملة الورقية، تُطبع الأوراق النقدية النموذجية عادةً بكميات محدودة جدًا لتوزيعها على المصارف المركزية للمساعدة في تمييز الأوراق النقدية الصادرة من بلد غير بلدها. في بعض الحالات، تُطبع عينات الأوراق النقدية النموذجية بكميات أقل وتُوزع على المصارف التجارية، أو حتى على المؤسسات التجارية وعامة الناس لتعريف المستخدمين بالتصاميم الجديدة. بالإضافة إلى ذلك، تُباع الأوراق النقدية النموذجية في بعض البلدان لهواة الجمع (غالبًا في مجلدات أو ألبومات تذكارية خاصة). كما وزعتها أيضًا طابعات الأوراق النقدية (مثل شركة الأوراق النقدية الأمريكية) كأمثلة على براعتهم في الصنع. وفي بعض الأحيان، تُوزع الأوراق النقدية النموذجية كهدايا لكبار الشخصيات أو لموظفي المصارف المركزية، وغالبًا ما تكون في ألبومات عرض خاصة.

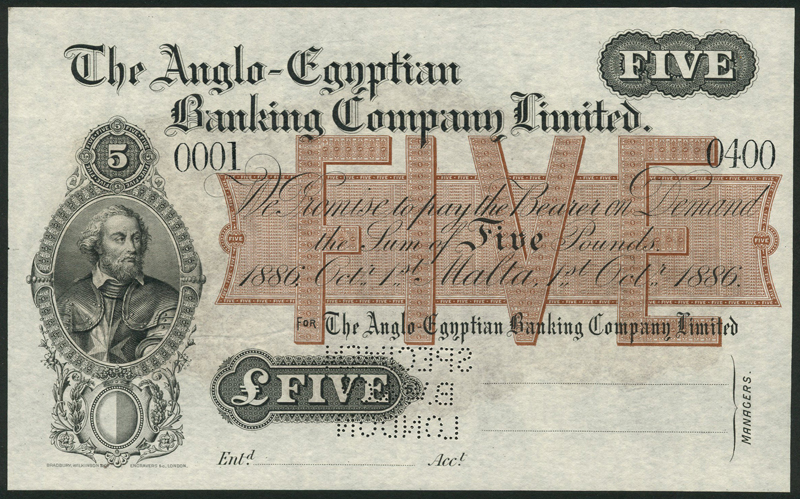
عينة من الأوراق النقدية الصادرة عن البنك الأنجلو المصري في مالطا.

لتجنب استخدام الأوراق النقدية النموذجية كأوراق نقدية قانونية، تُشوّه الأوراق النقدية، عادةً بطباعة كتابة فوقها أو ثقبها (perfin) بعبارات مثل "نموذج"، أو "نموذج بلا قيمة"، أو "ملغي" أو ما يعادلها بلغة أو أكثر. في معظم الحالات، تحمل الأوراق النقدية النموذجية أرقامًا تسلسلية يسهل التعرف عليها مثل "9999999999" أو "00000000000" أو "1234567890". وتحتوي العديد من العينات على "رقم تحكم" إضافي يستخدمه البنك المركزي لتتبع مستلم العينة.
تختلف عينات الأوراق النقدية النموذجية من حيث الندرة؛ ففي الولايات المتحدة والعديد من الدول الأخرى، تبقى عينات الأوراق النقدية ملكًا للمصرف المركزي، وعند مشاركتها مع جهة أخرى، يُفترض حفظها بأمان وإعادتها عند الطلب. قد تصل هذه الأوراق النقدية النموذجية إلى أسواق هواة جمع العملات دون تصريح. في حالات أخرى، تنتشر الأوراق النقدية النموذجية على نطاق واسع، ولأنها لا قيمة لها في التداول، فإن قيمتها أقل من الأوراق النقدية المتداولة.

## أنواع الأوراق النقدية النموذجية

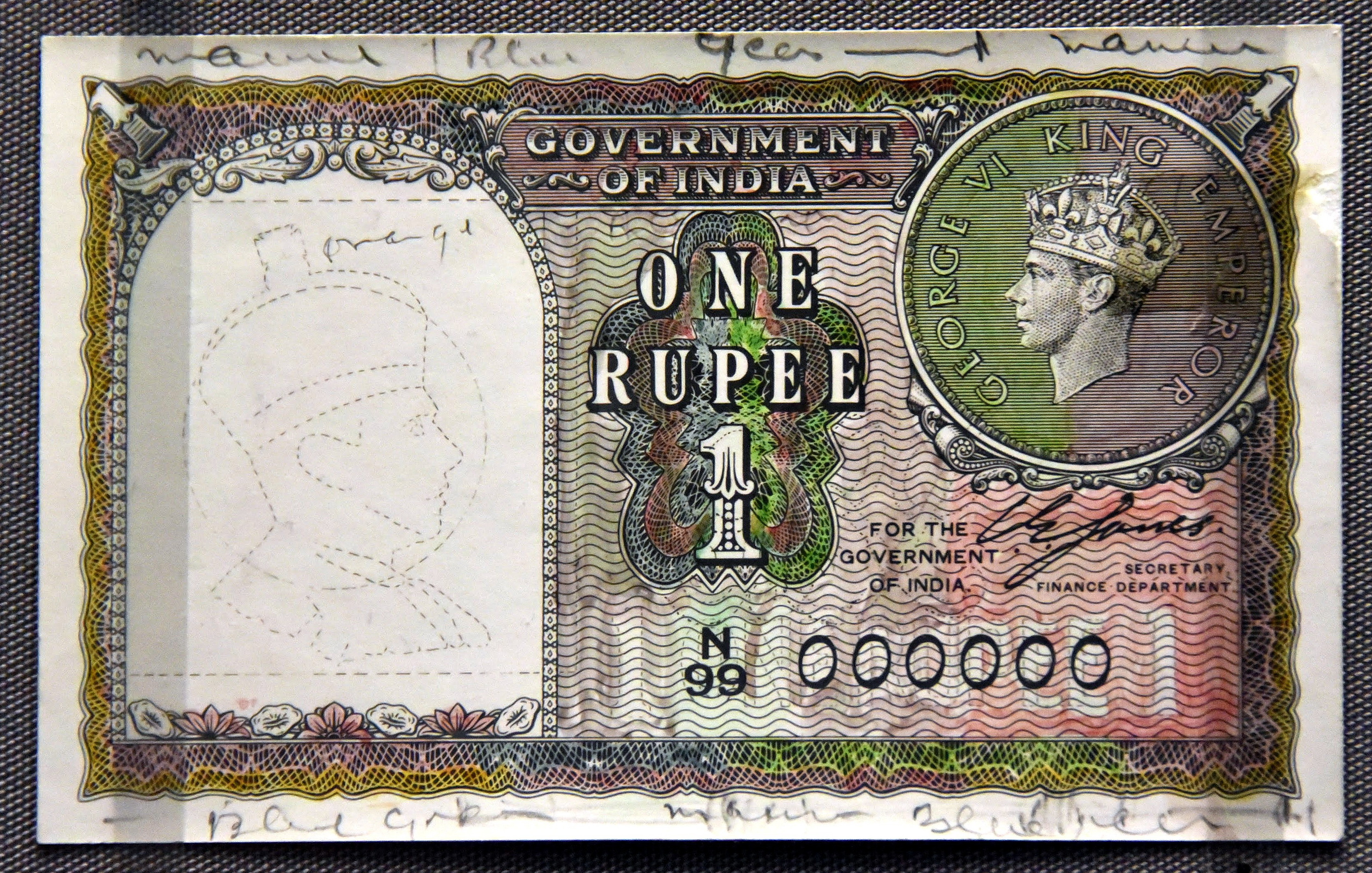
تصميم تجريبي لورقة نقدية من فئة روبية واحدة. حكومة الهند، 1940. معروض في المتحف البريطاني بلندن.

تختلف العينات من الأوراق النقدية النموذجية، فضلاً عن تغير صور الأوراق النقدية غير القانونية الأخرى بما يلي:
- ورقة النقد المقالية: هي تصميم محتمل لورقة نقدية جديدة. غالبًا لا تحمل الورقة النقدية المقالية أرقامًا تسلسلية.
- ورقة نقدية تجريبية: قد تُطبع الأوراق النقدية التجريبية كوسيلة للتحقق من مدى ملاءمة التصميم للإنتاج الكامل كإصدار نقدي، بالإضافة إلى كونها جزءًا من عملية اختبار مراحل طباعة الأوراق النقدية المختلفة. قد تكون الأوراق النقدية التجريبية نسخًا جزئية للوجه أو الوجه فقط ("نسخ أحادية الوجه")، أو لأجزاء من التصميم فقط، مثل الصورة الشخصية.[2]

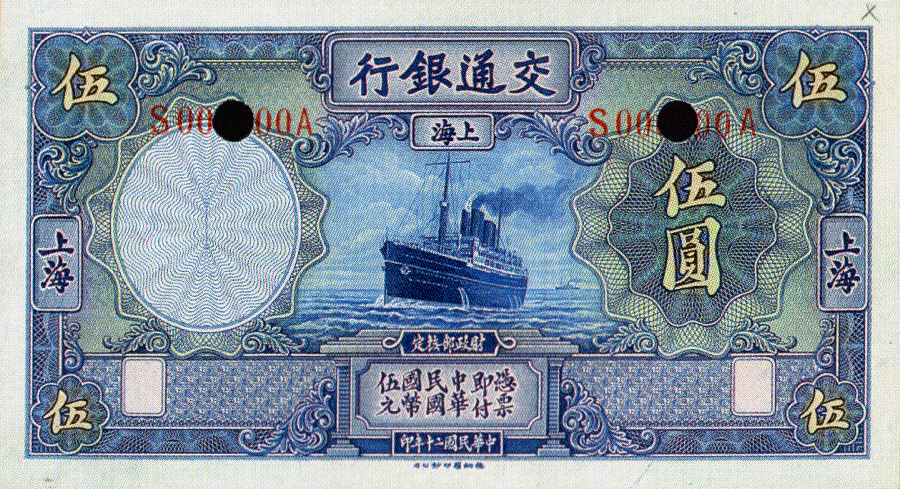
ورقة نقدية تجريبية لبنك الاتصالات 01

- الورقة النقدية المطبوعة: هي ورقة نقدية مطبوعة متعددة الألوان، حيث تُستخدم ألواح منفصلة لطباعة ألوان مختلفة.
- تُطبع الورقة النقدية الإختبارية التجريبية عادةً بمجموعة متنوعة من الألوان أو الظلال المختلفة، إما للاختبار أو كجزء من عملية الاختبار.
- لا تحمل الورقة النقدية المطبوعة التدريبية عادةً أي فئة يمكن تحديدها أو تحمل عملة وهمية، وتستخدمها الطابعات المستقلة أو الحكومية لعرض تقنيات الطباعة الخاصة بها أو إجراءات مكافحة التزييف، أو كتذكارات في مختلف المعارض التجارية الصناعية أو فعاليات ومعارض هواة جمع العملات. تُصدر بعض الأوراق النقدية المطبوعة التجريبية، والتي تكون عادةً أكثر بدائية، من قِبل مصنعي ماكينات الصراف الآلي، وآلات تسجيل النقد، وآلات مصادقة الأوراق النقدية أو عدها لأغراض الاختبار.[3]
- تتشابه ورقة نقدية التدريبية عمومًا في الحجم والشكل واللون مع الأوراق النقدية المتداولة، وتُستخدم لتدريب أمناء الصناديق في المصارف والبنوك، وموظفي الصرافة. عادةً ما تكون هذه العملات غير رسمية وتُطبع بطريقة بدائية، ولكن تُصدرها أحيانًا البنوك المركزية أو دور الطباعة عند طرح شكل جديد من العملات الورقية (على سبيل المثال، عندما حلت أوراق اليورو محل العملة الوطنية في العديد من الدول الأوروبية). كما أصدرت البنوك المركزية أوراقًا نقدية رسمية عند طرح شكل جديد من العملات، على سبيل المثال، عندما طرحت أستراليا ونيوزيلندا العملة العشرية، مستبدلةً الجنيه الإسترليني والبنس بالدولار والسنت.

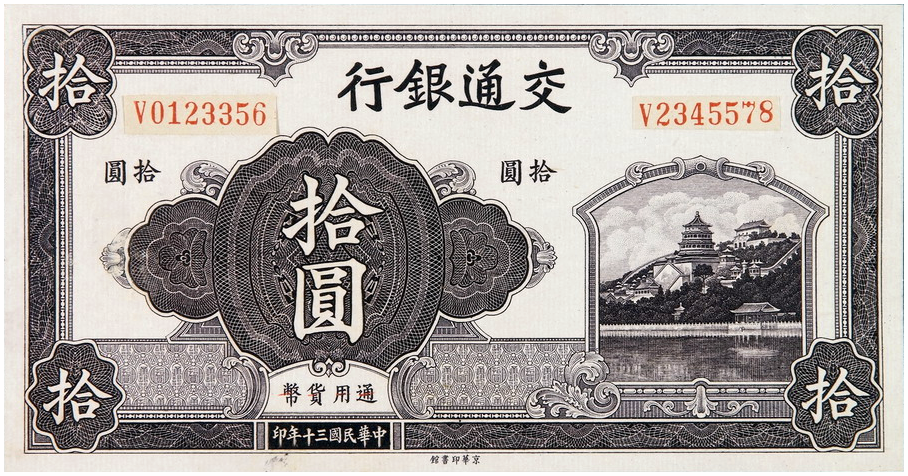
ورقة نقدية تجريبية لبنك الاتصالات 11

- أصدرت بعض المدارس أوراقًا نقدية تعليمية أو عملات مدرسية لتعليم الطلاب كيفية التعامل مع النقود.
- قد تُشبه نقود اللعب الأوراق النقدية الحقيقية أو تكون وهمية تمامًا، وعادةً ما يستخدمها الأطفال للعب، أو للترويج أو الإعلانات السياسية أو التجارية، وغالبًا ما تكون مصحوبة برسائل إضافية مطبوعة أو مطبوعة على أحد جانبيها.
- تشبه أوراق الجحيم النقدية الأوراق النقدية الحقيقية أو تكون وهمية، ولكنها تُحرق أو تُدفن، عادةً في المجتمعات الآسيوية.
- الأوراق النقدية المقلدة هي نسخ، غالبًا ما يسهل التعرف عليها، من أوراق نقدية تاريخية أو نادرة. تُباع كتذكارات في المتاحف (مثل العملة الكونفدرالية) أو "كمواد تعبئة فراغ" لهواة الجمع.
- تُطبع عملات نقدية مخصصة للمسرح، أو نقود للأفلام، أو نقود الأفلام الدعائية لكي تشبه الأوراق النقدية الحالية أو التاريخية، ولكنها تُستخدم على خشبة المسرح في العروض المسرحية أو الأفلام.
- تُصدر الفصائل السياسية، أو الأعداء في حالة الحرب، الأوراق النقدية الدعائية. وقد تُستعمل في الحرب النفسية، أو لتقديم تعليمات حول كيفية الاستسلام (مثلاً، أُلقيت أوراق "تصريح مرور آمن" من طائرة فوق فيتنام والعراق والبوسنة وغيرها من قِبل القوات الأمريكية أو قوات حلف شمال الأطلسي، مع نسخة طبق الأصل من ورقة نقدية على أحد وجهيها).
- تشمل الأوراق النقدية المزيفة "الأوراق النقدية المزيفة المتداولة حاليًا" والتي تتداول بشكل احتيالي، والنقود المزيفة التي أصدرتها حكومات أجنبية كجزء من حملة عدائية لزعزعة الاستقرار الإقتصادي في بلد العدو (مثل عملية برنهارد النازية، أو العملات البريطانية المزيفة للعملة العثمانية)، بالإضافة إلى الأوراق النقدية المزيفة من أنواع نادرة من الأوراق النقدية الصادرة للاحتيال على هواة جمع العملات.